# Antiche unità di misura del circondario di Asti
Sono riportate nel seguito le conversioni tra le antiche unità di misura italiane in uso nel circondario di Asti e il Sistema internazionale di unità di misura (metrico decimale), così come stabilite ufficialmente nel 1877.
Nonostante l'apparente precisione nelle tavole, in molti casi è necessario considerare che i campioni utilizzati (anche per le tavole di epoca napoleonica) erano di fattura approssimativa o discordanti tra loro.

## Misure di lunghezza
| Comuni                                      | Denominazione  | Valore         | Unità          |
| ------------------------------------------- | -------------- | -------------- | -------------- |
| Tutti i comuni                              | Prima del 1818 | Prima del 1818 | Prima del 1818 |
| Tutti i comuni                              | Trabucco       | 3,082596       | m              |
| Tutti i comuni                              | Piede liprando | 0,513766       | m              |
| Tutti i comuni                              | Piede manuale  | 0,342511       | m              |
| Tutti i comuni                              | Piede legale   | 0,292561       | m              |
| Tutti i comuni                              | Raso           | 0,599394       | m              |
| Tutti i comuni                              | Tesa           | 1,712553       | m              |
| Tutti i comuni                              | Dopo il 1818   |                |                |
| Tutti i comuni                              | Trabucco       | 3,086420       | m              |
| Tutti i comuni                              | Piede liprando | 0,514403       | m              |
| Tutti i comuni                              | Piede manuale  | 0,342935       | m              |
| Tutti i comuni                              | Piede legale   | 0,292924       | m              |
| Tutti i comuni                              | Raso           | 0,600137       | m              |
| Tutti i comuni                              | Tesa           | 1,714678       | m              |
| Cerreto d'Asti                              | Trabucco       | 3,125716       | m              |
| Castelnuovo Calcea, Cisterna                | Trabucco       | 3,000700       | m              |
| Moransengo                                  | Trabucco       | 3,215020       | m              |
| Rocca d'Arazzo, Rocchetta Tanaro, Belveglio | Trabucco       | 3,026000       | m              |
| Tigliole                                    | Trabucco       | 2,996800       | m              |
| Frinco                                      | Trabucco       | 2,993421       | m              |

Il piede liprando si divide in 12 once, l'oncia in 12 punti, il punto in 12 atomi. Sei piedi formano il trabucco.
800 trabucchi formano il miglio misura itineraria.
Il piede manuale si divide in 8 once, l'oncia come sopra.
5 piedi manuali, ossia 40 once, formano la tesa.
Il piede legale corrisponde ad once 6 punti 10 del piede liprando.
Il raso, misura mercantile, si divide in metà, terzi, quarti, sesti, ottavi, sedicesimi.
Il trabucco, base delle misure agrarie, si divide in 6 piedi, il piede in 12 once, l'oncia in 12 punti, il punto in 12 atomi.

## Misure di superficie
| Comuni                                                                                       | Denominazione     | Valore         | Unità          |
| -------------------------------------------------------------------------------------------- | ----------------- | -------------- | -------------- |
| Tutti i comuni                                                                               | Prima del 1818    | Prima del 1818 | Prima del 1818 |
| Tutti i comuni                                                                               | Trabucco quadrato | 9,502400       | m²             |
| Tutti i comuni                                                                               | Piede quadrato    | 0,263956       | m²             |
| Tutti i comuni                                                                               | Giornata          | 3800,9599      | m²             |
| Tutti i comuni                                                                               | Tavola            | 38,009599      | m²             |
| Tutti i comuni                                                                               | Dopo il 1818      |                |                |
| Tutti i comuni                                                                               | Trabucco quadrato | 9,525987       | m²             |
| Tutti i comuni                                                                               | Piede quadrato    | 0,264611       | m²             |
| Tutti i comuni                                                                               | Giornata          | 3810,3948      | m²             |
| Tutti i comuni                                                                               | Tavola            | 38,103948      | m²             |
| Cerreto d'Asti                                                                               | Trabucco quadrato | 9,770101       | m²             |
| Cerreto d'Asti                                                                               | Tavola            | 39,0804        | m²             |
| Castelnuovo Calcea, Cisterna                                                                 | Moggia            | 3457,6130      | m²             |
| Moransengo                                                                                   | Trabucco quadrato | 10,336354      | m²             |
| Moransengo                                                                                   | Tavola            | 41,3454        | m²             |
| Rocca d'Arazzo, Belveglio, Rocchetta Tanaro                                                  | Giornata          | 35,161636      | m²             |
| Tigliole                                                                                     | Trabucco quadrato | 8,981362       | m²             |
| Tigliole                                                                                     | Tavola            | 35,9254        | m²             |
| Azzano, San Marzano, Cortanze, Mombercelli, Vinchio, Montegrosso, Montaldo Scarampi, Agliano | Giornata          | 3800,9599      | m²             |
| Frinco                                                                                       | Giornata          | 3440,8586      | m²             |

Il piede quadrato si divide in 12 once di piede quadrato, l'oncia in 12 punti, il punto in 12 atomi di piede quadrato.
Il trabucco quadrato si divide in 6 piedi di trabucco quadrato. Quattro trabucchi quadrati formano una tavola che si divide in 12 piedi di tavola, il piede in 12 once, l'oncia in 12 punti, il punto in 12 atomi di tavola.
12 tavole formano uno staro. 100 tavole formano la giornata, l'unità più usata per le misure agrarie.
Il moggio di Castelnuovo Calcea si divide in 8 stara, lo staro in 12 tavole, la tavola in 12 piedi, il piede in 12 once, l'oncia in 12 punti, il punto in 12 atomi.
La giornata di Rocca d'Arazzo è di 96 tavole, e si divide in 8 staia.
Per Tigliole 96 tavole locali fanno una giornata.
La giornata di Azzano è la giornata di Piemonte, anteriore al 1818; è ugualmente dì 100 tavole ma si divide in 8 stari di tavole 12 ciascuno.
Nei comuni di S. Marzano Oliveto e Moasca si usava comunemente dare il nome di giornata ad una misura di 96 tavole piemontesi, anteriori al 1818, eguale ad are 36,48922, divisa in 8 stari di tavole 12.
La giornata di Frinco è di 96 tavole, e si divide in 8 staia di 12 tavole ciascuno.

## Misure di volume
| Comuni         | Denominazione             | Valore         | Unità          |
| -------------- | ------------------------- | -------------- | -------------- |
| Tutti i comuni | Prima del 1818            | Prima del 1818 | Prima del 1818 |
| Tutti i comuni | Piede cubo                | 135,611        | L              |
| Tutti i comuni | Trabucco cubo             | 29292,062      | L              |
| Tutti i comuni | Trabucco camerale da muro | 4068,342       | L              |
| Tutti i comuni | Piede manuale cubo        | 40,181         | L              |
| Tutti i comuni | Tesa cuba                 | 5022,644       | L              |
| Tutti i comuni | Tesa da legna             | 4018,116       | L              |
| Tutti i comuni | Tesa da pozzi             | 1808,152       | L              |
| Tutti i comuni | Carro di pietra           | 203,417        | L              |
| Tutti i comuni | Carro di sabbia           | 180,815        | L              |
| Tutti i comuni | Dopo il 1818              |                |                |
| Tutti i comuni | Piede cubo                | 136,117        | L              |
| Tutti i comuni | Trabucco cubo             | 29401,194      | L              |
| Tutti i comuni | Trabucco camerale da muro | 4083,499       | L              |
| Tutti i comuni | Piede manuale cubo        | 40,331         | L              |
| Tutti i comuni | Tesa cuba                 | 5041,357       | L              |
| Tutti i comuni | Tesa da legna             | 4033,083       | L              |
| Tutti i comuni | Tesa da pozzi             | 1814,887       | L              |
| Tutti i comuni | Carro di pietra           | 204,175        | L              |
| Tutti i comuni | Carro di sabbia           | 181,489        | L              |

Il piede cubo è di 1728 once cube, e si divide in 12 once di piede cubo, l'oncia in 12 punti, il punto in 12 atomi di piede cubo.
216 piedi cubi formano un trabucco cubo che si divide in 6 piedi di trabucco cubo, il piede in 12 once, l'oncia in 12 punti, il punto in 12 atomi di trabucco cubo.
30 piedi cubi formano il trabucco camerale da muro che si divide in 6 piedi, il piede in 12 once, l'oncia in 12 punti, il punto in 12 atomi.
Questo trabucco camerale da muro è il volume di un parallelepipedo rettangolo che ha un trabucco quadrato per base e 10 once d'altezza.
Il piede manuale cubo è di 512 once cube.
La tesa cuba che serve per la misura del fieno e della paglia è di 125 piedi manuali cubi, e si divide in 5 piedi di tesa cuba, il piede in 8 once di tesa cuba.
100 piedi manuali cubi formano la tesa di legna che è il volume di un parallelepipedo rettangolo che ha una tesa quadrata di base e 4 piedi manuali d'altezza.
45 piedi manuali cubi formano la tesa da pozzo.
2592 once cube formano il carro di pietra. 2304 once cube formano il carro di sabbia.

## Misure di capacità per gli aridi
| Comuni           | Denominazione          | Valore    | Unità |
| ---------------- | ---------------------- | --------- | ----- |
| Tutti i comuni   | Emina (prima del 1818) | 23,005556 | L     |
| Tutti i comuni   | Emina (dopo il 1818)   | 23,054974 | L     |
| Rocchetta Tanaro | Staio alessandrino     | 17,771550 | L     |

L'emina si divide in 8 coppi, o 16 mezzi coppi. Il coppo in 24 cucchiai. Cinque emine formano il sacco. Sei emine formano il sacco camerale.
Lo staio alessandrino, misura per i cereali, si divide in 16 coppi. 12 staia fanno una salma.
Nel comune di Rocchetta Tanaro si usava anche lo staio di Monferrato, equivalente a litri 16,1633.

## Misure di capacità per i liquidi
| Comuni                               | Denominazione           | Valore    | Unità |
| ------------------------------------ | ----------------------- | --------- | ----- |
| Tutti i comuni                       | Brenta (prima del 1818) | 49,284696 | L     |
| Tutti i comuni                       | Brenta (dopo il 1818)   | 49,306931 | L     |
| Rocchetta Tanaro, Vinchio, Belveglio | Staio                   | 78,3600   | L     |

La brenta si divide in 36 pinte, la pinta in 2 boccali, il boccale in 2 quartini, il quartino in 2 bicchieri.
10 brente formano la carra. 8 brente formano un botallo.
Lo staio di Rocchetta Tanaro, misura per il vino, si stima del peso di 10 rubbi di Monferrato.

## Pesi
| Comuni                                              | Denominazione  | Valore         | Unità          |
| --------------------------------------------------- | -------------- | -------------- | -------------- |
| Tutti i comuni                                      | Prima del 1818 | Prima del 1818 | Prima del 1818 |
| Tutti i comuni                                      | Libbra         | 368,845        | g              |
| Tutti i comuni                                      | Libbra medica  | 307,370        | g              |
| Tutti i comuni                                      | Marco          | 245,896        | g              |
| Tutti i comuni                                      | Dopo il 1818   |                |                |
| Tutti i comuni                                      | Libbra         | 368,880        | g              |
| Tutti i comuni                                      | Libbra medica  | 307,400        | g              |
| Tutti i comuni                                      | Marco          | 245,920        | g              |
| Mombercelli, Castelnuovo Calcea, Vinchio, Belveglio | Libbra         | 325,780        | g              |

La libbra si divide in 12 once, l'oncia in 8 ottavi, l'ottavo in 3 denari, il denaro in 24 grani, il grano in 24 granoni.
25 libbre fanno il rubbo.
La libbra medica o farmaceutica si divide in 12 once, l'oncia in 8 dramma, la dramma in 3 scrupoli, lo scrupolo in 24 grani.
La libbra medica corrisponde a 10 once della libbra mercantile.
Il marco, unità di peso usata dagli orefici, si divide in 8 once, l'oncia in 24 denari, il denaro in 24 grani, il grano in 24 granotti.
Il carato, peso di 4 grani, è l'unità di peso per le gemme.
La libbra di Mombercelli si divide in 12 once, l'oncia in 8 ottavi, l'ottavo in 3 denari, il denaro in 24 grani.  Questa libbra si usava solamente nella vendita dei commestibili, mentre per gli altri generi era usata la libbra ai Piemonte.

## Territorio
Nel 1874 nel circondario di Asti erano presenti 86 comuni divisi in 13 mandamenti.
- Asti • Asti, Revigliasco d'Asti, Serravalle d'Asti, Sessant
- Baldichieri • Baldichieri, Cantarana, Castellero, Monale, Settime, Tigliole, Villafranca d'Asti
- Canelli • Calosso, Canelli, Moasca, San Marzano Oliveto
- Castelnuovo d'Asti • Albugnano, Berzano di San Pietro, Buttigliera d'Asti, Castelnuovo d'Asti, Moncucco Torinese, Mondonio, Pino d'Asti, Primeglio Schierano
- Cocconato • Aramengo, Cerretto d'Asti, Cocconato, Cocconito, Marmorito, Moransengo, Robella, Tonengo
- Costigliole d'Asti • Castagnole delle Lanze, Coazzolo, Costigliole d'Asti, Isola d'Asti, Vigliano d'Asti
- Mombercelli • Agliano, Belveglio, Castelnuovo Calcea, Mombercelli, Montaldo Scarampi, Montegrosso d'Asti, Vinchio
- Montafia • Bagnasco d'Asti, Capriglio d'Asti, Cortandone, Cortazione, Maretto, Montafia, Passerano, Piea, Roatto, Viale
- Montechiaro d'Asti • Camerano Casasco, Chiusano d'Asti, Cinaglio, Corsione, Cortanze, Cossombrato, Montechiaro d'Asti, Soglio
- Portacomaro • Castell'Alfero, Castiglione d'Asti, Frinco, Portacomaro, Quarto Astese, Scursolengo
- Rocca d'Arazzo • Azzano del Tanaro, Mongardino, Rocca d'Arazzo, Rocchetta Tanaro, San Marzanotto
- San Damiano d'Asti • Antignano, Celle Enomondo, Cisterna d'Asti, San Damiano d'Asti, San Martino al Tanaro, Vaglierano
- Villanuova d'Asti • Cellarengo, Dusino, Ferrere, San Michele d'Asti, San Paolo della Valle, Solbrito, Valfenera, Villanuova d'Asti